# Taubblindheit
Taubblindheit ist eine komplexe Sinnesbehinderung, bei der Gehörlosigkeit und Blindheit zusammen auftreten. Der Begriff bezieht sich in der Regel nicht nur auf den vollständigen Ausfall des Hör- und Sehvermögens, sondern auch auf die viel häufigere Kombination mehr oder weniger starker Hör- und Sehschädigungen. Zentrale Probleme der betroffenen Menschen sind zum einen Mobilität und räumliche Orientierung, zum anderen die Kommunikation, die mithilfe einer Vielzahl unterschiedlicher Kommunikationssysteme ermöglicht wird. Aus diesen Problemen erwachsen Bedürfnisse, die über die von „nur“ Blinden und Gehörlosen hinausgehen.
Taubblindheit ist eine Behinderung, die eigenständige Merkmale aufweist. Die Betroffenen können im Gegensatz zu blinden oder gehörlosen Menschen die Funktionseinschränkung eines Fernsinnes (Sehen/Hören) nicht durch den jeweils anderen Sinn ausgleichen. Sie sind auf bedarfsgerechte und dauerhafte Unterstützung und Assistenz (Behindertenhilfe) angewiesen, um selbstbestimmt leben und an der Gesellschaft teilhaben zu können.

## Symptome und Beschwerden
Das Hörvermögen der Betroffenen ist so gering, dass sie kaum oder gar nicht an Gesprächen o. ä. teilnehmen können. Gleichzeitig haben sie auch ein derart schlechtes Sehvermögen, das sie nicht ohne jegliche Hilfe aus dem Haus können.
Taubblinde haben es außerdem noch schwer, weil direkt zwei der Hauptsinne beeinträchtigt sind, denn ein Blinder verlässt sich viel mehr auf sein Gehör und ein Gehörloser auf seinen Sehsinn.
Grundsätzlich kann man unterscheiden zwischen:
- blind geboren und ertaubt vor Spracherwerb,
- blind geboren und ertaubt nach Spracherwerb,
- taubblind geboren,
- taub geboren und erblindet im Kindesalter,
- taub geboren und erblindet in hohem Alter,
- weder taub noch blind geboren; später ertaubt und erblindet (entweder gleichzeitig oder zu verschiedenen Zeiten).

Es ist leicht vorstellbar, dass in den ersten drei Situationen blindenspezifische Hilfsmittel eine größere Rolle spielen, in den beiden dann genannten Situationen eine Zugehörigkeit zur Gehörlosen(kultur)gemeinschaft möglich ist, in letztgenannter Situation ein davon völlig unterschiedliches (erheblich hilfsbedürftiges) Leben geführt wird.

## Ursachen
Es gibt mehr als 70 verschiedene Ursachen, man kann sie in zwei große Bereiche einteilen: erworbene und angeborene Taubblindheit. Die häufigste Ursache bei der erworbenen Taubblindheit ist das Usher-Syndrom, meistens sind frühe Frühchen oder Neugeborene mit genetischen Syndromen (z. B. CHARGE-Syndrom) von der angeborenen Taubblindheit betroffen.

## Taubblindheit als eigene Behinderung
Seit dem 30. Dezember 2016 ist Taubblindheit in Deutschland als Behinderung eigener Art anerkannt. An diesem Tag wurde das Bundesteilhabegesetz (BTHG) im Bundesgesetzblatt veröffentlicht und damit ist ab diesem Datum das Merkzeichen „TBl“ – taubblind – für taubblinde Menschen im Schwerbehindertenausweis eingeführt.
In Deutschland gibt es etwa 6000 Taubblinde.

## Hilfsmittel
Bei geringer Sehfähigkeit können zum Lesen bestimmte Hilfsmittel (große Bildschirme, Leselupen) zum Einsatz kommen. Das Erlernen von Gebärdensprachen mit Hilfe von haptischen Sinneswahrnehmungen wie Fühlen und Berührung (taktile Gebärdensprache) ist ein weiterer Weg zur Verbesserung der Kommunikationsfähigkeit, während taubblinde Menschen älterer Generationen im deutschsprachigen Raum Lormen bevorzugen. Bei geringer Hörfähigkeit kann mit Hörhilfen gearbeitet werden. Eine geringe Anzahl von taubblinden Kindern wird auch mit einem Cochleaimplantat versorgt. Dies ist dann möglich, wenn der Hörnerv funktionstüchtig ist.

## Kommunikationsmöglichkeiten
Taubblinde benutzen vor allem ihren Tastsinn, um zu kommunizieren.
Das Lorm-Alphabet ist die Hauptkommunikationsart von Taubblinden. Die Person, die spricht, tastet dabei auf die Handinnenfläche des „Lesenden“. Jeder Bereich beziehungsweise jede Bewegung auf der Handfläche zählt als Buchstabe.
Es gibt aber auch andere Möglichkeiten zu kommunizieren, wie zum Beispiel die Brailleschrift oder das Fingeralphabet.

## Folgen und Komplikationen
Taubblindheit erschwert die selbständige Lebensführung erheblich. Die schulische Ausbildung (Sonderschule), die Berufswahl, das Arbeitsleben, die Partnerschaft bzw. Ehe, die Kindererziehung, die Mobilität und die Bewältigung des Alltags sind stark beeinträchtigt.
Blindheit erschwert in diesem Zusammenhang die räumliche Orientierung, die Mobilität und die Aufnahme all der Informationen, die ausschließlich oder überwiegend nur optisch verfügbar sind.
Gehörlosigkeit schränkt die Kommunikation ein, so dass eine Unterhaltung taktile Gebärdensprache (Berührungssprache) erfordert, z. B. Lormen oder Tadoma.
In Ländern, in denen die Beschlüsse des Mailänder Kongresses von 1880 umgesetzt wurden (z. B. Deutschland und andere deutschsprachige Länder), konnten Betroffene oft ihre Kommunikationsform nicht frei wählen. Hier ist das Lormen (bei dem in die Handinnenfläche getastet wird) weit verbreitet, während in vielen anderen Ländern von Taubblinden die „geführte Gebärde“ eingesetzt wird, eine spezielle Gebärdensprache, die darauf angepasst ist, dass sie vom „Hörenden“ an den Händen des „Sprechenden“ abgefühlt wird.
Eine Ausnahme war das Oberlinhaus in Potsdam. Von 1887 bis 1962 befand sich hier die einzige Schule und Wohneinrichtung für taubblinde Menschen in Deutschland. Von Beginn an wurde hier daktyliert und/oder körpernah (taktil) gebärdet.

### Taubblindenassistenz
Seit Mai 2012 gibt es eine Vereinbarung zwischen dem Taubblinden-Assistenten-Verband e. V. (TBA) und den Krankenkassen in NRW über Taubblinden-Assistenz bei Leistungen der Kranken- und Pflegeversicherung. In dieser Vereinbarung wird geregelt, dass Menschen mit Taubblindheit eine Taubblinden-Assistenz bezahlt bekommen. Baden-Württemberg folgte dieser Regelung 2014, in anderen Bundesländern gibt es noch keine Kostenübernahme der Taubblindenassistenz durch die Krankenkassen.

## Berühmte Taubblinde
Laura Bridgman (1829–1889) war am Perkins-Institute for the Blind in Boston (Massachusetts/USA) die erste Taubblinde, der von Samuel Gridley Howe eine Schulbildung ermöglicht wurde. Laura Bridgman verlor im Alter von zwei Jahren Hör- und Sehsinn, später auch den Riech- und Geschmackssinn, war also nur auf den Tastsinn angewiesen. Vom für Bridgman entwickelten Bildungssystem für Taubblinde profitierte Helen Keller (1880–1968), sie lernte Bridgman noch persönlich kennen. Keller wurde zur bekanntesten taubblinden Person. Sie verlor im Alter von 19 Monaten durch eine bis heute nicht genau identifizierte Krankheit ihr Augenlicht und ihr Hörvermögen. Kellers schriftstellerische Begabung wurde vom Wiener Philosophen Wilhelm Jerusalem entdeckt, mit ihr war er zeit seines Lebens in Briefkontakt und konnte mit ihrer Hilfe 1913 in Wien Schule und Internat für Taubblinde mitbegründen. Die taubblind geborene Marie Heurtin (1885–1921) erhielt in Larnay (Frankreich) auch die Möglichkeit zur Schulbildung. Im deutschsprachigen Raum bekannt ist die taubblinde Hertha Schulz (1876–1957). „Hertha Schulz wurde am 14. Januar 1887 in das Oberlinhaus gebracht. Damals war sie zehn Jahre alt und konnte weder sehen noch hören. Mit ihrer Aufnahme begann der diakonische Dienst für taubblinde Menschen in Deutschland.“ Hertha lernte lesen, schreiben und daktylieren.

## Organisationen (Deutschland)
- Deutsches Taubblindenwerk
- Deutsche Gesellschaft für Taubblindheit
- Stiftung taubblind leben